# Post-bop
O Post-bop é um termo que utilizado para designar pequenos grupos de jazz, que se desenvolverm em meados da década de 60. O género tem a sua origem em músicos como John Coltrane, Miles Davis, Bill Evans, Charles Mingus e, em particular,  Herbie Hancock. Actualmente, este género de jazz, tem uma natureza eclética, que envolve influências de hard bop, avant-garde jazz e free jazz, sem no entanto se identificar com estes.
Vários trabalhos de post-bop foram gravados pela Blue Note Records, e desses destacam-se Speak No Evil de Wayne Shorter; The Real McCoy de McCoy Tyner; Maiden Voyage de Herbie Hancock; e Search For the New Land de Lee Morgan.
A evolução natural dos artistas do post-bop foi o Jazz fusion, na década de 70. Wynton Marsalis e Branford Marsalis, lideraram um revivalismo deste estilo nos anos 80, até hoje.

## Representantes do Estilo
- Wayne Shorter
- Herbie Hancock
- Miles Davis
- McCoy Tyner
- John Coltrane
- Joe Henderson
- Branford Marsalis
- Wynton Marsalis
- Michael Brecker
- Joshua Redman
- Lee Morgan
- Freddie Hubbard
- Joey Calderazzo
- Dave Holland